# Schoonspringen op de Middellandse Zeespelen 1955
Schoonspringen is een van de sporten die beoefend werden tijdens de Middellandse Zeespelen 1955 in Barcelona, Spanje. Er waren twee onderdelen, alle voor mannen.

## Uitslagen
| Event | Goud                  | Goud        | Zilver               | Zilver      | Brons           | Brons       |
| ----- | --------------------- | ----------- | -------------------- | ----------- | --------------- | ----------- |
| Plank | Christian Pire        | 145,432 ptn | Mohamed Fathy Hashad | 133,617 ptn | Moheed Al Fayed | 130,000 ptn |
| Toren | Mohamed Fakhri Rifaat | 125,050 ptn | Albert Coupot        | 119,650 ptn | Manuel Peytavi  | 117,900 ptn |

## Medaillespiegel
| Plaats | Land      | Goud | Zilver | Brons | Totaal |
| 1      | Egypte    | 1    | 1      | 1     | 3      |
| 2      | Frankrijk | 1    | 1      | 0     | 2      |
| 3      | Spanje    | 0    | 0      | 1     | 1      |
| Totaal | Totaal    | 2    | 2      | 2     | 6      |

1955 · 1959 · 1963 · 1975 · 1979 · 1983 · 1987 · 1991
Atletiek · Basketbal · Boksen · Gewichtheffen · Gymnastiek · Hockey · Paardensport · Roeien · Rolhockey · Rugby · Schermen · Schietsport · Schoonspringen · Voetbal · Waterpolo · Wielersport · Worstelen · Zeilen · Zwemmen